# Al Nahyane
La famille des Al Nahyane (en arabe : آل نهيان) est la dynastie régnante dans l'émirat d'Abou Dabi depuis le milieu du XVIIIe siècle. Elle assure la présidence de la fédération des Émirats arabes unis depuis leur création en 1971. C'est la dynastie la plus ancienne d'Arabie, puisqu'elle règne dans le pays depuis le XVIIIe siècle. La famille est une branche des Al Bou Falah et appartenait à la confédération des Bani Yas, dont une autre branche, les Al Maktoum, règnent sur l'émirat de Dubaï. Les Al Nahyane étaient minoritaires au sein de cette confédération, mais jouaient néanmoins un rôle important en désignant le chef de tribu.
L'actuel émir d'Abou Dabi et président des Émirats arabes unis est Mohammed ben Zayed Al Nahyane. 

## Accusations de tortures
Si dans le pays, dénigrer un membre de la famille royale est puni d'une amende d'un million d'euros, en Belgique, une princesse des Émirats arabes unis, sept de ses filles et un de leurs majordomes sont prévenus pour maltraitance sur une vingtaine de femmes qu'ils employaient durant leur passage dans le pays. La justice les accuse de « traite d'êtres humains, de traitements inhumains et dégradants, de séquestration et d'infractions à la législation sociale belge ».
Le cheikh Issa ben Zayed Al Nahyane, frère du souverain d'Abou Dabi, est acquitté par un tribunal émirien en janvier 2010 des actes de tortures qu'il avait infligé à un Afghan. Dans une vidéo diffusée par son ancien intendant (qui déclare avoir été lui aussi torturé), le cheikh est secondé par des policiers qui maintiennent la victime à terre, tandis qu'il se sert d'une mitrailleuse automatique, de fouets, d’aiguillons à bétail électrifiés, de planches de bois cloutées et même d'une voiture pour torturer la victime.

## Émirs d'Abou Dabi de la dynastie Al Nahyane
- 1761 - 1793 : Dhiyab ben Issa ben Nahyane
- 1793 - 1816 : Chakhbout Ier ben Dhiyab ben Issa Al Nahyane
- 1816 - 1818 : Mohammed Ier ben Chakhbout ben Dhiyab Al Nahyane
- 1818 - 1833 : Chakhbout II ben Dhiyab ben Mohammed Al Nahyane
- 1818 - 1833 : Tahnun Ier ben Chakhbout ben Dhiyab Al Nahyane
- 1833 - 1833 : Khalifa Ier ben Chakhbout ben Dhiyab Al Nahyane
- 1833 - 1845 : Sultan Ier ben Chakhbout ben Dhiyab Al Nahyane
  - juillet 1845 - septembre 1845 : Issa ben Khalid (usurpateur)
  - septembre 1845 - décembre 1845 : Dhiyab ben Issa (usurpateur)
- 1845 - 1855 : Saïd ben Tahnun ben Chakhbout Al Nahyane
- 1855 - 1909 : Zayed Ier ben Khalifa ben Chakhbout Al Nahyane
- 1909 - 1912 : Tahnun II ben Zayed ben Khalifa Al Nahyane
- 1912 - 1922 : Hamdan ben Zayed ben Khalifa Al Nahyane
- 1922 - 1926 : Sultan II ben Zayed ben Khalifa Al Nahyane
- 1926 - 1928 : Saqr ben Zayed ben Khalifa Al Nahyane
- 1928 - 1966 : Chakhbout III ben Sultan Al Nahyane († 1989)
- 1966 - 2004 : Zayed II ben Sultan Al Nahyane († 2004)
- 2004 - 2022 : Khalifa II ben Zayed Al Nahyane († 2022)
- 2022 - actuel : Mohammed II ben Zayed Al Nahyane

## Généalogie
- Sultan ben Zayed ben Khalifa
  - Chakhbout ben Sultan (1905-1989), émir d'Abou Dabi de 1928 à 1966
  - Zayed ben Sultan (1918-2004), émir d'Abou Dabi de 1966 à 2004 et président des Émirats arabes unis de 1971 à 2004
    - Khalifa ben Zayed (1948-2022), émir d'Abou Dabi de 2004 à 2022 et président des Émirats arabes unis de 2004 à 2022
    - Mohammed ben Zayed (né en 1961), émir d'Abou Dabi et président des Émirats arabes unis depuis 2022
    - Nasser ben Zayed (1967-2008)
    - Ahmed ben Zayed (1968-2010)
    - Abdallah ben Zayed (né en 1972)